# Droga ekspresowa S1
Die Droga ekspresowa S1 (poln. für ,Schnellstraße S1‘) ist eine zum Teil fertiggestellte bzw. in Bau befindliche Schnellstraße in Polen und verbindet seit dem 4. August 2016 den Autobahnknoten Pyrzowice, wo sie die Autobahn A1 kreuzt, mit der polnisch-slowakischen Grenze bei Zwardoń und der slowakischen Autobahn D3. Die S1 ist Teil der Europastraßen 75 und 462.
Ein Großteil der 130 km langen Schnellstraße wird als Ostumfahrung des Oberschlesischen Industriegebietes bezeichnet. Sie ist ein Teil des Paneuropäischen Verkehrskorridors VI, Danzig/Tallinn–Warschau–Bratislava.

## Planungsgeschichte
Eine erste Planung für eine Ostumfahrung des oberschlesischen Industriegebietes stammt aus dem Jahr 1976. Diese Planung wurde in den Plänen von 1985, 1993 und 1996 fortgeführt. Im Jahr 2001 wird die Strecke zum ersten Mal als S1 bezeichnet, dies wurde dann beibehalten. Da der Abschnitt zwischen Bielsko-Biała und der Grenze zu Tschechien bei Cieszyn-Boguszowice entgegen der Nummerierung in Ost-West-Richtung verlief, existierten Überlegungen, dies durch Anpassung des Schnellstraßennetzes zu ändern. Diese Überlegungen mündeten in den Beschluss der Regierung vom 19. Mai 2016, durch diesen die Eingliederung des Abschnittes in die neu eingerichtete Schnellstraße S52 erfolgte. In den Verlauf der S1 wurde nun die Trasse der Schnellstraße S69 von Bielsko-Biała zur slowakischen Grenze integriert. Am 4. August 2016 wurde dieser Beschluss durch Änderung der Beschilderung seitens der GDDKiA umgesetzt.

## Fertiggestellte Abschnitte
| Abschnitt                                                          | Länge   | Bauzeit   | Baukosten                       | Verkehrsübergabe   | Ausbauzustand |
| ------------------------------------------------------------------ | ------- | --------- | ------------------------------- | ------------------ | --- |
| Knoten Pyrzowice − Knoten Pyrzowice Lotnisko                       | 02,2 km | 2010–2012 | 073 Mio. Złoty (18 Mio. Euro)   | 1. Juni 2012       | zwei Fahrbahnen mit je zwei Fahrstreifen                                                                               |
| Knoten Pyrzowice Lotnisko − Knoten Podwarpie: nördliche Fahrbahn   | 09,7 km | 2004–2006 | 193 Mio. Złoty (49 Mio. Euro)   | 20. November 2006  | zwei Fahrbahnen mit je zwei Fahrstreifen                                                                               |
| südliche Fahrbahn                                                  | 09,7 km | 2018–2021 | 122 Mio. Złoty (31 Mio. Euro)   | 17. Mai 2021       | zwei Fahrbahnen mit je zwei Fahrstreifen                                                                               |
| Knoten Podwarpie                                                   | 02,0 km | 2002–2004 | 082 Mio. Złoty (22 Mio. Euro)   | 25. September 2004 | zwei Fahrbahnen mit je zwei Fahrstreifen                                                                               |
| Knoten Podwarpie − Knoten Dąbrowa Górnicza Pogoria                 | 07,0 km | 2020–2024 | 282 Mio. Złoty (71 Mio. Euro)   | 2. Juli 2024       | zwei Fahrbahnen mit je zwei Fahrstreifen                                                                               |
| Knoten Dąbrowa Górnicza Pogoria − Knoten Mysłowice Kosztowy        | 24,3 km | 1973–1983 | –                               | 30. September 1983 | zwei Fahrbahnen mit je zwei Fahrstreifen                                                                               |
| Knoten Bielsko-Biała Krzemionki – Knoten Bielsko-Biała Mikuszowice | 07,3 km | 2008–2011 | 772 Mio. Złoty (194 Mio. Euro)  | 28. Oktober 2011   | zwei Fahrbahnen mit je zwei Fahrstreifen                                                                               |
| Knoten Bielsko-Biała Mikuszowice – Knoten Buczkowice               | 06,2 km | 2010–2014 | 850 Mio. Złoty (205 Mio. Euro)  | 6. November 2014   | zwei Fahrbahnen mit je zwei Fahrstreifen (Reserve für den dritten Fahrstreifen im Bankett)                             |
| Knoten Buczkowice – Knoten Żywiec Sola                             | 09,4 km | 2010–2015 | 850 Mio. Złoty (205 Mio. Euro)  | 24. Juli 2015      | zwei Fahrbahnen mit je zwei Fahrstreifen (Reserve für den dritten Fahrstreifen im Bankett)                             |
| Knoten Żywiec Soła – Knoten Żywiec Browar                          | 02,5 km | 2005–2006 | 74 Mio. Złoty (19 Mio. Euro)    | 19. November 2006  | eine Fahrbahn mit je einem Fahrstreifen pro Richtung; zweite Fahrbahn nicht geplant                                    |
| Knoten Żywiec Browar – Knoten Przybędza                            | 04,4 km | 2005–2006 | 81 Mio. Złoty (20 Mio. Euro)    | 18. November 2006  | eine Fahrbahn mit je einem Fahrstreifen pro Richtung; zweite Fahrbahn nicht geplant                                    |
| Knoten Milówka – Szare                                             | 02,2 km | 2004–2006 | 107 Mio. Złoty (28 Mio. Euro)   | 8. Januar 2007     | eine Fahrbahn mit teilweise je einem Fahrstreifen pro Richtung, teilweise im 2+1-System; zweite Fahrbahn nicht geplant |
| Szare – Knoten Laliki II                                           | 04,7 km | 2007–2010 | 392 Mio. Złoty (101 Mio. Euro)  | 5. März 2010       | eine Fahrbahn mit teilweise je einem Fahrstreifen pro Richtung, teilweise im 2+1-System; zweite Fahrbahn nicht geplant |
| Knoten Laliki II                                                   | 01,3 km | 1999–2000 | 21 Mio. Złoty (5 Mio. Euro)     | 2000               | eine Fahrbahn mit je einem Fahrstreifen pro Richtung; zweite Fahrbahn nicht geplant                                    |
| Knoten Laliki II – Knoten Zwardoń                                  | 01,8 km | 2007–2008 | 54 Mio. Złoty (15 Mio. Euro)    | 11. Dezember 2008  | eine Fahrbahn mit je einem Fahrstreifen pro Richtung; zweite Fahrbahn nicht geplant                                    |
| Knoten Zwardoń – polnisch-slowakische Grenze                       | 01,4 km | 2002–2004 | 51 Mio. Złoty (13 Mio. Euro)    | 22. Dezember 2004  | zwei Fahrbahnen mit je zwei Fahrstreifen pro Richtung                                                                  |
| Summe                                                              | 81,2 km |           | 3,15 Mrd. Złoty (790 Mio. Euro) |                    | |

### Pyrzowice – Pyrzowice Lotnisko
Dieser etwa 2,2 Kilometer Abschnitt verbindet den Knoten Pyrzowice mit dem Knoten Pyrzowice Lotnisko, der im Rahmen des Baus dieses Abschnittes neu gebaut wurde. Zuvor begann bzw. endete die Schnellstraße direkt am Flughafen Katowice. Der Abschnitt ist mit zwei Fahrbahnen mit jeweils zwei Fahrstreifen ausgeführt.
Die Trasse wurde mit dem Beschluss über die Umweltverträglichkeit Anfang 2009 festgelegt. Die Baugenehmigung wurde im November 2009 erteilt, der Baubeginn erfolgte im November 2010. Die Bauarbeiten wurden von einem Konsortium bestehend aus den Unternehmen Strabag und Heilit Woerner ausgeführt. Die Baukosten betrugen 73 Mio. Złoty (entspricht etwa 18 Mio. Euro). Die Eröffnung erfolgte zusammen mit dem Abschnitt Pyrzowice – Piekary Śląskie der A1 und dem Knoten Pyrzowice am 1. Juni 2012.

### Pyrzowice Lotnisko – Podwarpie
Dieser 11,7 km lange Abschnitt verläuft zwischen den Knoten Pyrzowice Lotnisko und Podwarpie und verbindet den Flughafen über den Knoten Podwarpie mit den Landesstraßen 1 und 86 Richtung Częstochowa/Sosnowiec sowie dem übrigen Straßennetz der Woiwodschaft Schlesien. Der Bau dieses Abschnittes wurde in insgesamt drei Etappen unterteilt, wobei die Realisierung der letzten Etappe noch aussteht.
- Die erste Etappe wurde zwischen 2002 und 2004 von Budimex-Dromex realisiert und umfasste den Bau des Knotens Podwarpie sowie eines kurzen Abschnittes der S1 mit zwei Fahrbahnen und je zwei Fahrstreifen pro Richtung im Bereich des Knotens. Die Baukosten betrugen 21,5 Mio. Euro, wobei 15,2 Mio. auf EU-Fördermittel entfielen. Die Etappe wurde am 25. September 2004 dem Verkehr übergeben.[15]
- Die zweite Etappe umfasste den Bau einer 9,7 km langen Fahrbahn vom Knoten Podwarpie bis zum Flughafen bzw. zum jetzigen Knoten Pyrzowice Lotnisko. Dazu musste die komplette öffentliche Infrastruktur und Telekommunikation umgebaut und Leitungen umfangreich verlegt werden. Im August 2004 wurde der Bau genehmigt, im Oktober 2005 erfolgte der Baubeginn. Die Bauarbeiten wurden von Strabag ausgeführt und endeten offiziell im Januar 2007. Bereits am 20. November 2006 wurde der Abschnitt feierlich dem Verkehr übergeben. Die Baukosten beliefen sich auf 193 Mio. Złoty (ca. 49 Mio. Euro).[15][16]
- Die dritte Etappe umfasst den Bau der zweiten Fahrbahn südlich der bestehenden auf dem 9,7 km langen Abschnitt zwischen den Knoten Podwarpie und Pyrzowice-Lotnisko. Zudem soll der Knoten Mierzęcice umgebaut werden. Die Ausschreibung startete im Oktober 2015 und musste nach dem Rückzug aller interessierten Bauunternehmen Ende 2017 abgebrochen und wiederholt werden. Die zweite Ausschreibung startete im Februar 2018 und endete im November des gleichen Jahres mit der Vertragsunterzeichnung zwischen der GDDKiA und der spanischen Baufirma Rubau. Die Bauarbeiten dauerten 21 Monate, sodass die zweite Fahrbahn am 17. Mai 2021 freigegeben werden konnte. Die Baukosten belaufen sich auf 122 Mio. Złoty (ca. 31 Mio. Euro).

### Podwarpie – Tychy (Ostumgehung des Oberschlesischen Industriegebietes)
Dieser 41,3 km lange Abschnitt führt vom Knoten Podwarpie über Dąbrowa Górnicza, Sosnowiec, Jaworzno, Mysłowice, Imielin und Lędziny nach Tychy und wurde als sog. „Ostumgehung des Oberschlesischen Industriegebietes“ (poln.: Wschodnia obwodnica GOP) zwischen 1973 und 1983 erbaut. Die Verkehrsübergabe erfolgte in zwei Teilstücken: Das Teilstück zwischen den Knoten Podwarpie und Dąbrowa Górnicza Sulno im Jahr 1977 und das weitere Teilstück bis Tychy im September 1983. Auf dem größten Teil ist die Strecke als Schnellstraße S1 ausgeschildert. Sie kann in unterschiedliche Teilstücke unterteilt werden:
- Knoten Podwarpie – Knoten Dąbrowa Górnicza Pogoria (7 km) 
Das Teilstück ist mit zwei Fahrbahnen und je zwei Fahrstreifen und Standstreifen pro Richtung ausgebaut, die Kreuzungspunkte sind jedoch nicht höhenfrei ausgeführt. Somit wird der Abschnitt nicht als Teil der S1, sondern Teil der Landesstraße 1 beschildert. 2010 wurden Planungen aufgenommen, um den Abschnitt komplett zu modernisieren und auszubauen, sodass die Lücke der Schnellstraße geschlossen werden kann. Die Fahrbahnen sollen komplett erneuert und für den Schwerlastverkehr verstärkt werden. Zudem sollen alle nicht höhenfreien Kreuzungspunkte beseitigt, ein Knoten namens Ząbkowice neu gebaut und der bestehende Knoten Pogoria umgebaut werden. Zwei Fußgängerüberwege sowie Parallelstraßen sollen zur Querung und Erreichbarkeit aller angrenzenden Grundstücke dienen. Auch soll der Abschnitt mit Lärmschutzwänden und Grünbrücken ausgestattet werden. Mitte 2012 wurde der Beschluss zur Umweltverträglichkeit erlangt, der im August 2014 nach Abweisung aller Klagen rechtskräftig wurde.[17] Ende November 2018 wurde die Baugenehmigung beantragt, die Ende April 2020 erteilt wurde.[18] Zwischenzeitlich wurde Mitte Dezember 2019 die Ausschreibung gestartet.[19] Mitte März 2020 wurden die eingereichten Angebote veröffentlicht. Das günstigste Angebot reichte ein aus fünf lokalen Unternehmen bestehendes Konsortium unter der Führung von BITUM Sp. z o.o. aus Lubliniec mit einem Preis in der Höhe von 275 Mio. Złoty (ca. 65 Mio. Euro) bei dem von der GDDKiA beabsichtigten Kostenrahmen von 240 Mio. Złoty (ca. 56 Mio. Euro) ein. Ende Juli wurde bei der Bewertung dieses Angebot als fehlerhaft verworfen und das zweitgünstigste Angebot von Budimex (282 Mio. Złoty/ca. 66 Mio. Euro) als bestes Angebot ausgewählt.[20][21] Am 11. September 2020 wurde der Vertrag zum Abschluss der Planung und zum Bau mit Budimex unterzeichnet. Die Fertigstellung ist nach 30 Monaten Bauzeit für Ende 2023 geplant.[22][veraltet]
- Knoten Dąbrowa Górnicza Pogoria – Knoten Mysłowice Kosztowy (24,3 km) 
Das Teilstück ist mit zwei Fahrbahnen und je zwei Fahrstreifen samt Standstreifen pro Richtung ausgebaut, die Kreuzungspunkte sind höhenfrei ausgeführt. Somit wird der Abschnitt als Teil der Schnellstraße beschildert.[23] Vom November 2015 bis zum November 2017 wurde ein 330 m langes Brückenbauwerk in Sosnowiec für rund 22 Mio. Złoty (ca. 5 Mio. Euro) vom Unternehmen Mosty Łódź S.A. modernisiert.[24] Seit 2019 befindet sich die Modernisierung zweier Teilstücke im Planungsprozess. Dies ist zum einen ein 2,7 km langes Teilstück zwischen den Knoten Dąbrowa Górnicza Pogoria und Dąbrowa Górnicza Podlesie, zum anderen ein 5,5 km langes Teilstück vom Knoten Mysłowice Brzęczkowice und bis zum geplanten Knoten Mysłowice Kosztowy.
- Knoten Mysłowice Kosztowy – Knoten Tychy Wartogłowiec (10 km) 
Das Teilstück ist mit zwei Fahrbahnen und je zwei Fahrstreifen samt Standstreifen pro Richtung ausgebaut, die Kreuzungspunkte sind höhenfrei ausgeführt. Somit wird der Abschnitt zurzeit als Teil der Schnellstraße beschildert.[23] Nach der Fertigstellung des Lückenschlusses zwischen Mysłowice und Bielsko-Biała wird dieses Teilstück nicht mehr ein Teil der S1 sein.

### Nordostumgehung Bielsko-Biała

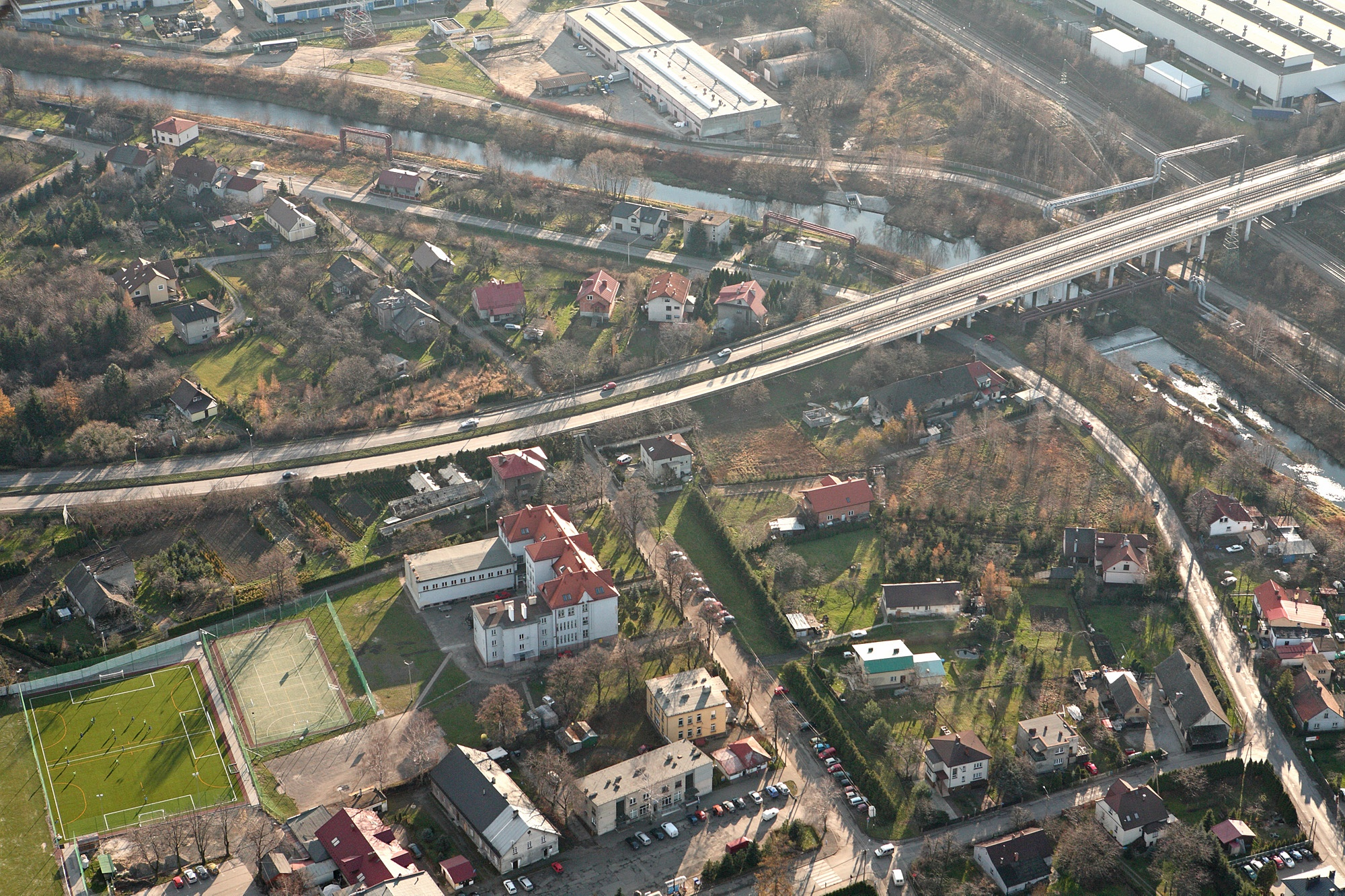
Brücke über die Biała in Bielsko-Biała (11/2008).

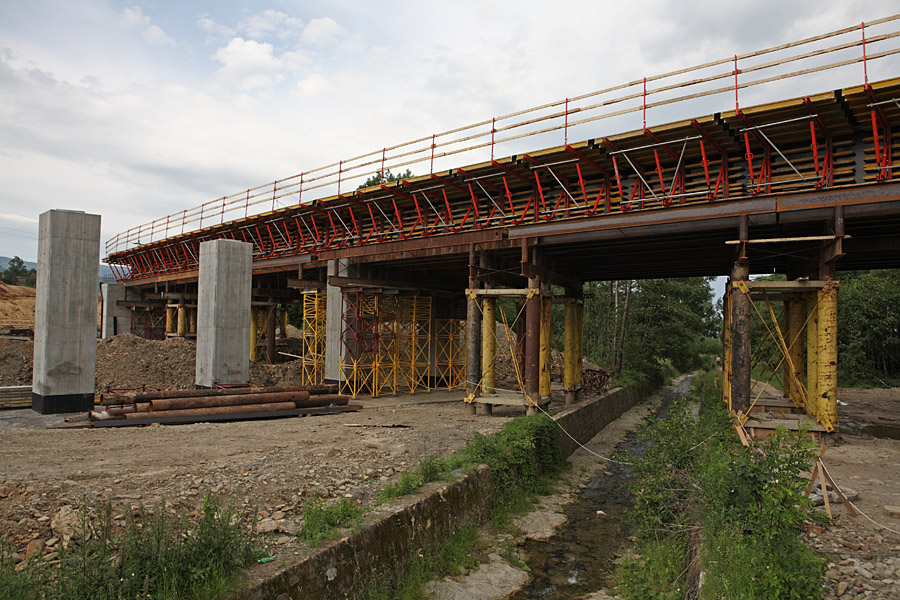
Bau einer Brücke der S1 zwischen den Stadtteilen Leszczyny und Straconka.

Die insgesamt 11,9 km lange Nordostumgehung von Bielsko-Biała verläuft vom Westen kommend nach Osten und umkurvt die Stadt vom Norden her. Anschließend biegt die Umgehung am (bisher noch geplanten) Knoten Bielsko-Biała Krzemionki in Richtung Süden und umkurvt die Stadt vom Osten her. Sie ist mit zwei Fahrbahnen mit je zwei Fahrstreifen und einen Standstreifen ausgebaut. Anstelle des Knotens Bielsko-Biała Krzemionki wird der Verkehr über eine Verbindungsrampe des zukünftigen Knotens provisorisch geführt, dort ist eine Höchstgeschwindigkeit von 60 km/h festgelegt.
Die Umgehung wurde zunächst als Teil der Schnellstraßen S1 und S69 geplant und realisiert. Dabei war das nördliche Teilstück in West-Ost-Richtung vom Knoten Bielsko-Biała Komorowice bis zum (bisher noch geplanten) Knoten Bielsko-Biała Krzemionki bis 2016 ein Teil der S1 (beschildert jedoch als S69) und das östliche Teilstück vom (bisher noch geplanten) Knoten Bielsko-Biała Krzemionki bis zum Knoten Bielsko-Biała Mikuszowice ein Teil der S69. Seit der Reform der Nummerierung ist nun der nördliche Abschnitt offiziell ein Teil der S52, während der östliche Abschnitt nun Teil der S1 ist. Jedoch wird bis zur Fertigstellung des Knotens Bielsko-Biała Krzemionki als Abzweigung der S1 von der S52 samt dem Lückenschluss zwischen Mysłowice und Bielsko-Biała das nördliche Teilstück ebenfalls als S1 ausgeschildert.
Im Verlauf des östlichen Teilstücks wurden die Knoten Bielsko-Biała Lipnik und Bielsko-Biała Mikuszowice neu gebaut. Beim ersten Knoten Lipnik wird die Krakowska-Straße (ehemalige Landesstraße 52) in Form von Parallelrampen gekreuzt. Der zweite Knoten Mikuszowice besteht aus zwei Anschlussstellen die miteinander über Verteilerfahrbahnen verbunden sind. Die erste Anschlussstelle ist als Halbes Kleeblatt ausgeführt und stellt eine Verbindung zur Żywiecka-Straße (ehemalige Landesstraße 69) her. Die zweite Anschlussstelle ist als Trompete gebaut und ermöglicht einen Anschluss an die Bystrzańska-Straße/Woiwodschaftsstraße 942. Neben den Knoten wurden im Teilstück der S1 insgesamt ca. 30 Ingenieurbauwerke und ca. 10 km an Lärmschutzwänden gebaut.
Der Planungsprozess der gesamten Nordostumgehung dauerte von den 1970er Jahren bis in das Jahr 2009 an. Ende November 2007 wurde der Umweltverträglichkeitsbeschluss (poln.: Decyzja o środowiskowych uwarunkowaniach, kurz DŚU) von der Verwaltung der Woiwodschaft Schlesien erteilt. Klagen gegen diesen Beschluss wurden vom Umweltministerium im Mai 2008 abgewiesen. Gegen den Beschluss wurden Klagen beim zuständigen Verwaltungsgericht der Woiwodschaft Masowien eingereicht. Parallel dazu wurde am 3. Juli 2008 die Baugenehmigung erteilt, die im Juni 2009 ergänzt wurde. In der ebenfalls parallel zum Planungsprozess abgelaufenen Ausschreibung erhielt ein deutsch-polnisches Konsortium bestehend aus den Bauunternehmen Hermann Kirchner Polska Sp. z o.o., Hermann Kirchner Bauunternehmung GmbH, Mosty Łódź S.A. und Intercor Sp. z o.o. den Zuschlag. Die Baukosten betrugen für die gesamte Umgehung 1,253 Mrd. Złoty (nach damaligen Wechselkurs etwa 314 Mio. Euro). Die Vertragsunterzeichnung erfolgte am 22. Oktober 2008. Es wurde eine 30 Monate lange Bauzeit festgelegt, die Verkehrsübergabe erfolgte am 28. Oktober 2011.

### Bielsko-Biała – Żywiec

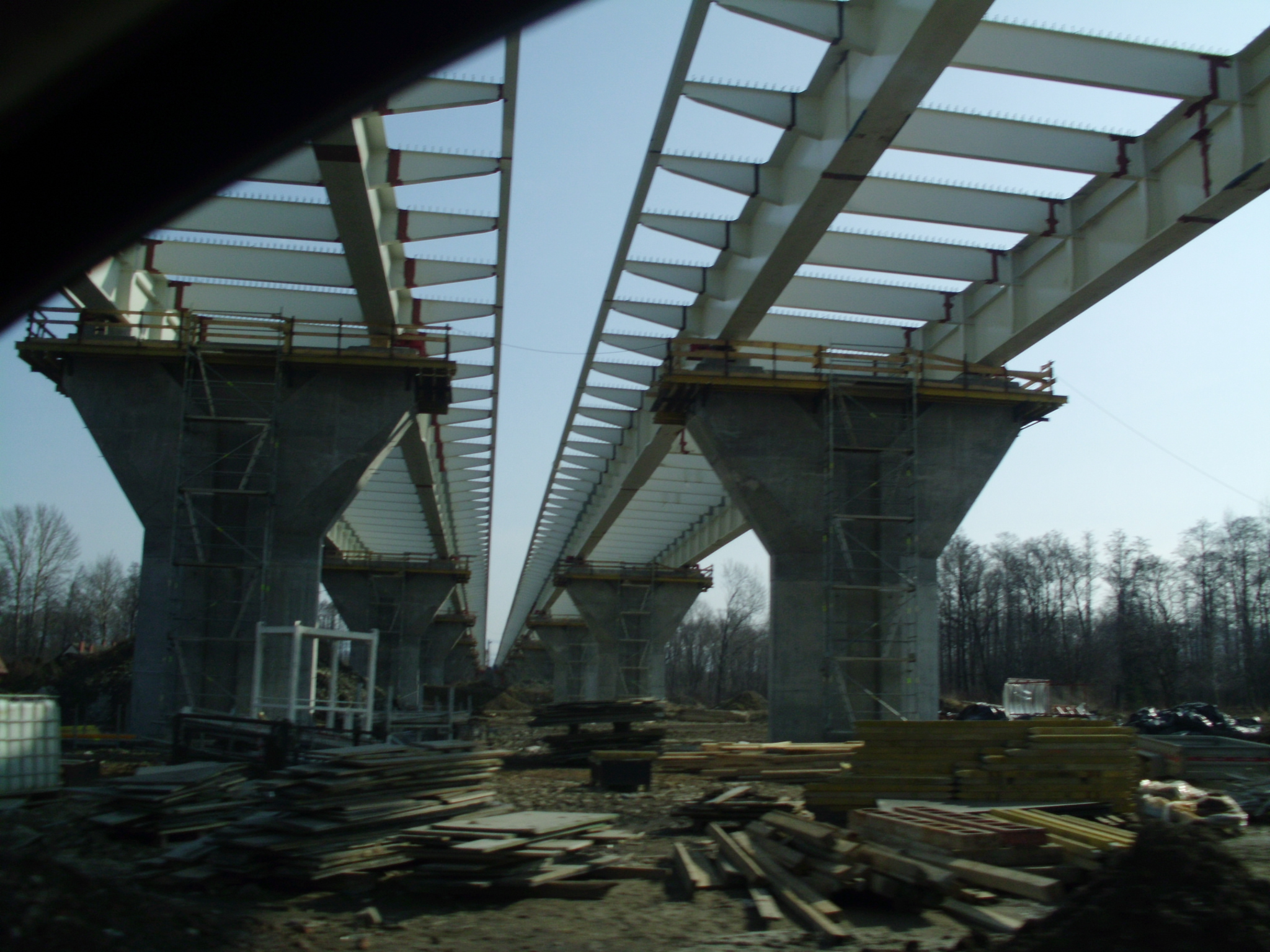
Bau der Brücke bei Rybarzowice.

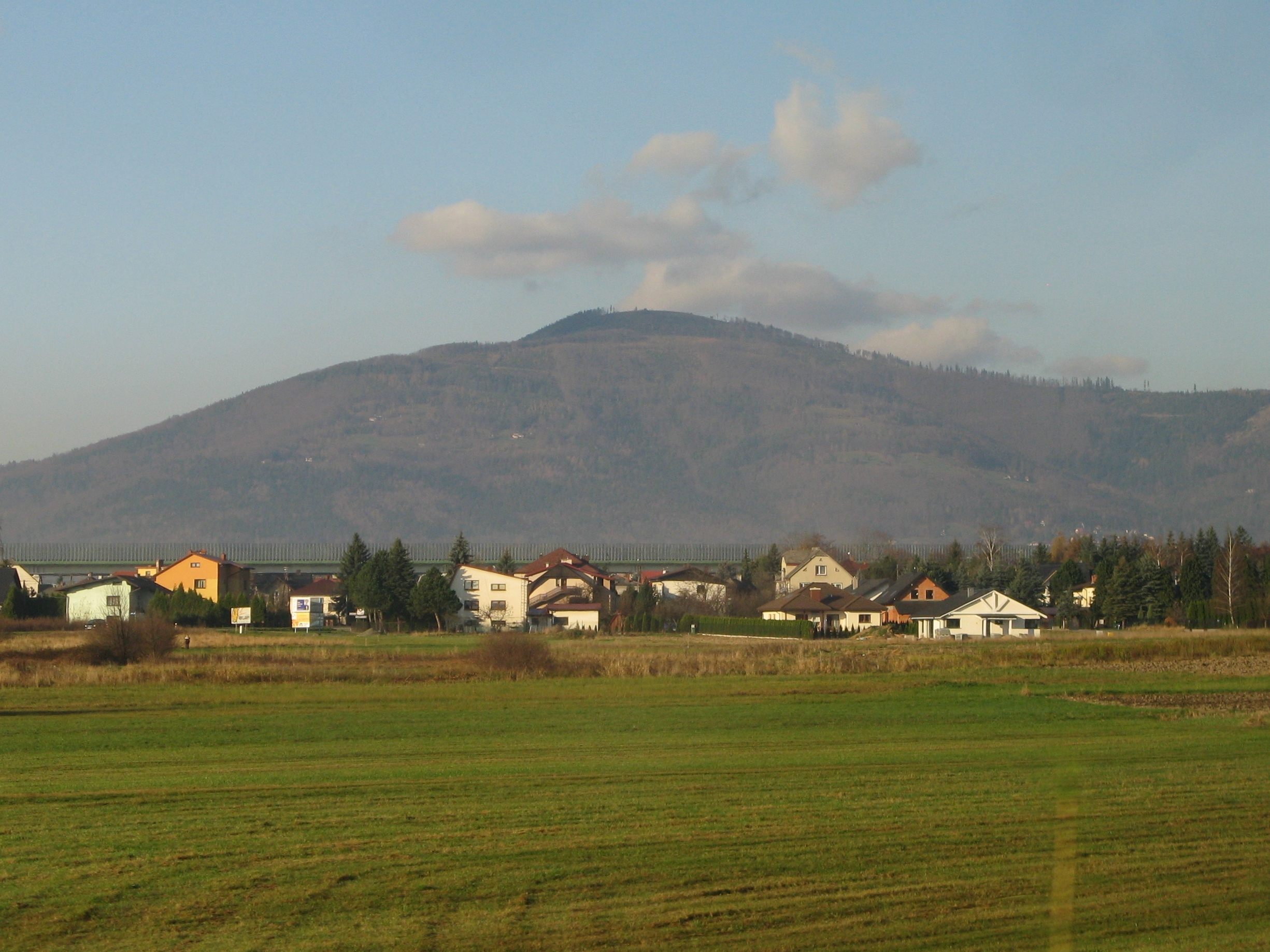
Blick von Łodygowice aus auf die Brücke bei Rybarzowice.

Dieser 15,6 km lange Abschnitt der S1 verbindet die Städte Bielsko-Biała und Żywiec miteinander und ist mit zwei Fahrbahnen mit je zwei Fahrstreifen, einer Reserve für den dritten Fahrstreifen im Bankett und einen Standstreifen ausgebaut. Im Rahmen des Projekts wurden die Knoten Wilkowice, Buczkowice und Łodygowice sowie der bestehende Knoten Żywiec Sola ausgebaut. Daneben umfasste das Projekt den Bau von 25 Ingenieurbauwerken mit einer Gesamtlänge von 3 km, darunter einer 1280 m langen Brücke über Teile von Rybarzowice. Nach der Fertigstellung verkürzte sich die Fahrzeit zwischen Bielsko-Biała und Żywiec auf ein Viertel der ursprünglichen Fahrzeit entlang der ehemaligen Landesstraße 69.
Planungsprozess und erster Bauvertrag
Der Planungsprozess dauerte von den 1970er Jahren bis in das Jahr 2009 an. Der genaue Streckenverlauf wurde Anfang Oktober 2007 mit dem Umweltverträglichkeitsbeschluss festgelegt, der von der Verwaltung der Woiwodschaft Schlesien erteilt wurde. Das Umweltministerium wies Klagen gegen diesen Beschluss im Juli 2008 zurück. Der Bau wurde von der Verwaltung der Woiwodschaft Schlesien am 30. Dezember 2009 nach Durchführung einer erneuten Umweltverträglichkeitsprüfung genehmigt. Anschließend wurde in einer Ausschreibung ein polnisch-slowakisches Konsortium bestehend aus den Unternehmen Polimex Mostostal S.A., Doprastav A.S. und Mostmar S.A. ausgewählt. Die Vertragsunterzeichnung fand am 20. Juli 2010 statt. Die Baukosten waren auf 788 Mio. Złoty (ca. 192 Mio. Euro) festgelegt, die Fertigstellung sollte innerhalb 27 Monaten bis November 2012 erfolgen. Ende Mai 2012 waren erst 53 % aller Bauarbeiten ausgeführt. Eine Fertigstellung bis November 2012 war bereits nicht mehr möglich. Das Konsortium beantragte eine Terminverschiebung. Mitte September verließ das Unternehmen Mostmar S.A. die Baustelle und stellte einen Insolvenzantrag. Am 19. Oktober 2012 bestätigte das Amtsgericht in Bielsko-Biała die Insolvenz. Am 23. November 2012 erklärte der Insolvenzverwalter den Rücktritt vom Bauvertrag und somit den Austritt aus dem Konsortium. Bis Anfang Oktober stellten Subunternehmer und Zulieferer 108 Anträge auf Begleichung von Rechnungen, die das Konsortium nicht bezahlt hatte, im Gesamtwert von 19 Mio. Złoty (4,6 Mio. Euro). Ende 2012 verlängerte die GDDKiA die Frist zur Fertigstellung bis Ende März 2013, Anfang April bis Anfang Juni, Ende Mai bis Anfang Juli, Mitte Juli bis Ende Juli. Mitte August wurde die Frist bis zum 14. Oktober verlängert. Der Baufortschritt betrug 70 %.
Vertragskündigung, zweiter Bauvertrag und Verkehrsübergabe
Am 16. Dezember 2013 kündigte die GDDKiA den Bauvertrag mit dem polnisch-slowakisches Konsortium. Die Kündigung wurde am 31. Dezember 2013 rechtskräftig. Die letzte Frist zur Fertigstellung der Bauarbeiten verstrich am 14. Oktober 2013. Bis Ende Dezember wurden rund 74 % aller Bauarbeiten, davon 56 % aller Arbeiten im Straßenbau und 76 % aller Arbeiten am Brückenbau erledigt. Die GDDKiA beantragte die Auszahlung an Bankgarantien, es wurden 13 Mio. Złoty (3,2 Mio. Euro) ausgezahlt. Ende November 2013 und Ende Januar 2014 wurden zwei Verträge zur Durchführung von Sicherungsarbeiten mit den Bauunternehmen Hydrobudowa und Budimex im Gesamtwert von 19 Mio. Złoty (4,5 Mio. Euro) geschlossen. Bereits am 2. Januar 2014 wurde eine neue Ausschreibung zur Fertigstellung des Abschnittes gestartet. Das portugiesische Unternehmen Mota-Engil Central Europe reichte dazu das günstigste Angebot ein, das am 15. Mai 2014 als das Beste bewertet wurde. Am 2. Juli 2014 wurde der Vertrag zur Fertigstellung aller Bauarbeiten unterzeichnet. Die Baukosten wurden auf 261 Mio. Złoty (ca. 62 Mio. Euro) festgelegt. Das Teilstück vom Knoten Bielsko-Biała Mikuszowice bis zum Knoten Buczkowice (6,15 km) sollte nach vier Monaten bis Ende 2014 fertiggestellt und eröffnet werden, das weitere Teilstück bis zum Knoten Żywiec Sola nach neun Monaten (ohne Wintermonate) bis Juli 2015. Am 6. November 2014 wurde das erste Teilstück eröffnet. Am 24. Juli 2015 folgte das zweite Teilstück.

### Żywiec – Zwardoń

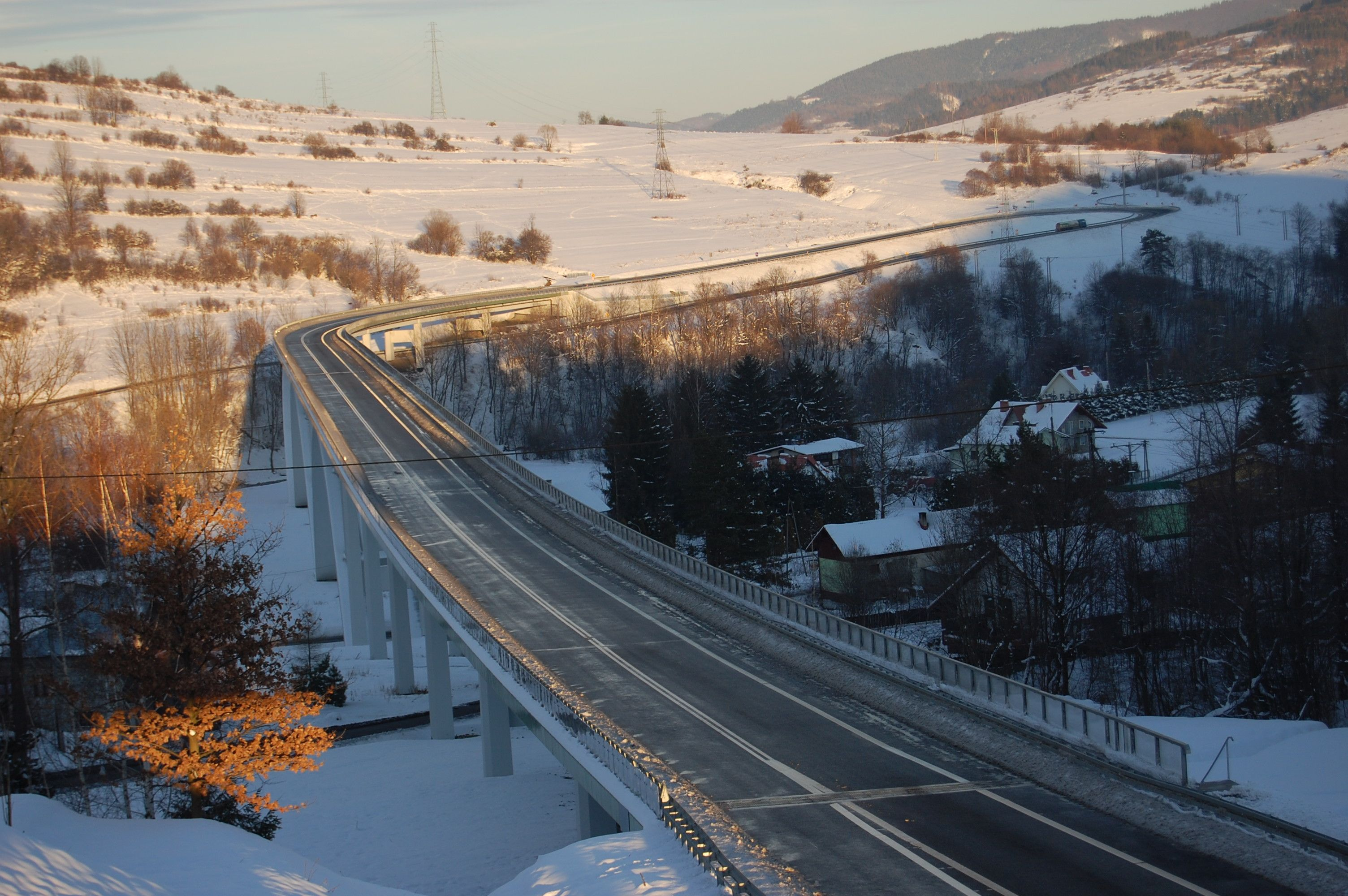
Die S1 in Milówka.

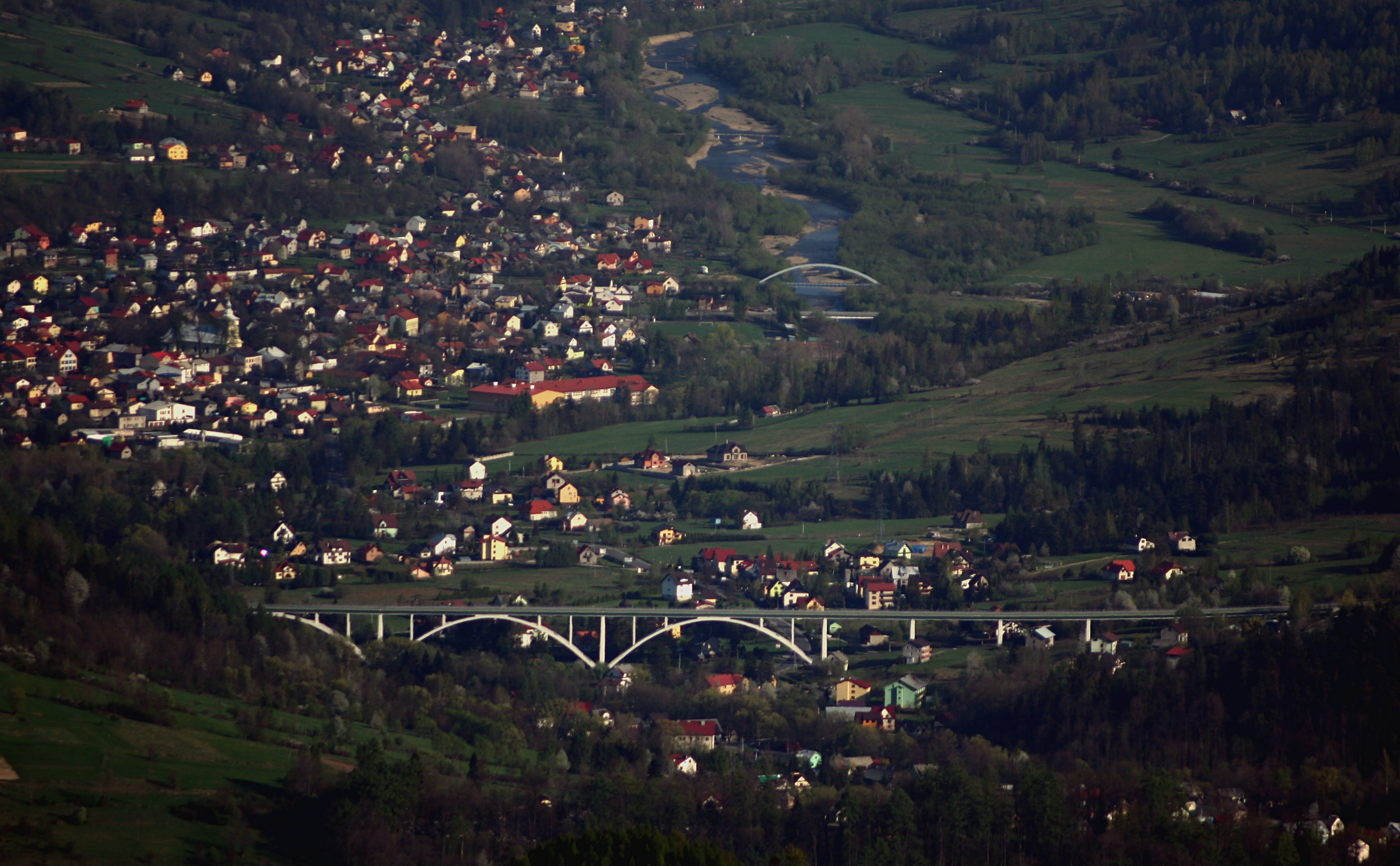
Blick von Barania Góra auf die S1 in Milówka.

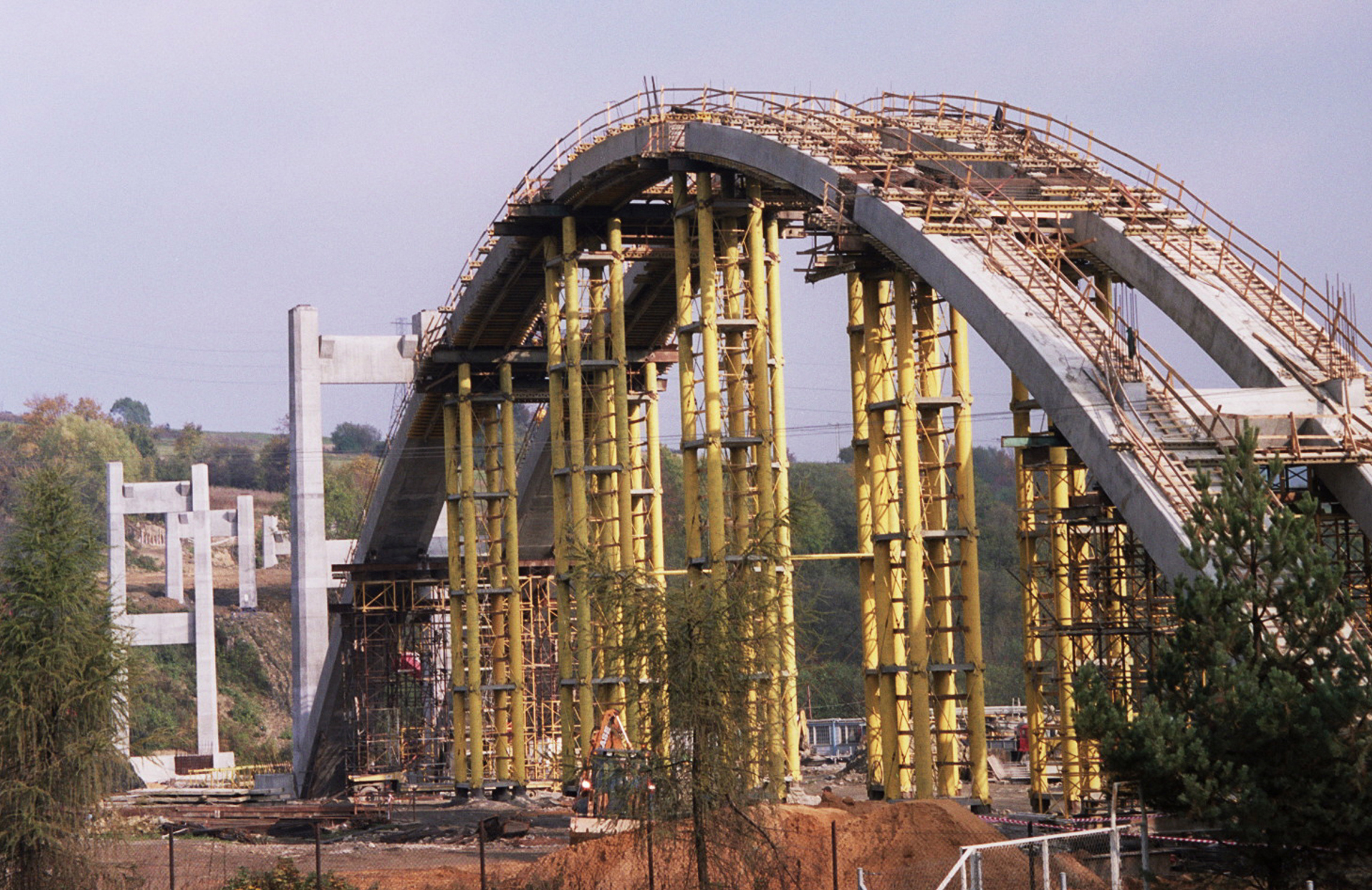
Bau der S1 in Milówka.

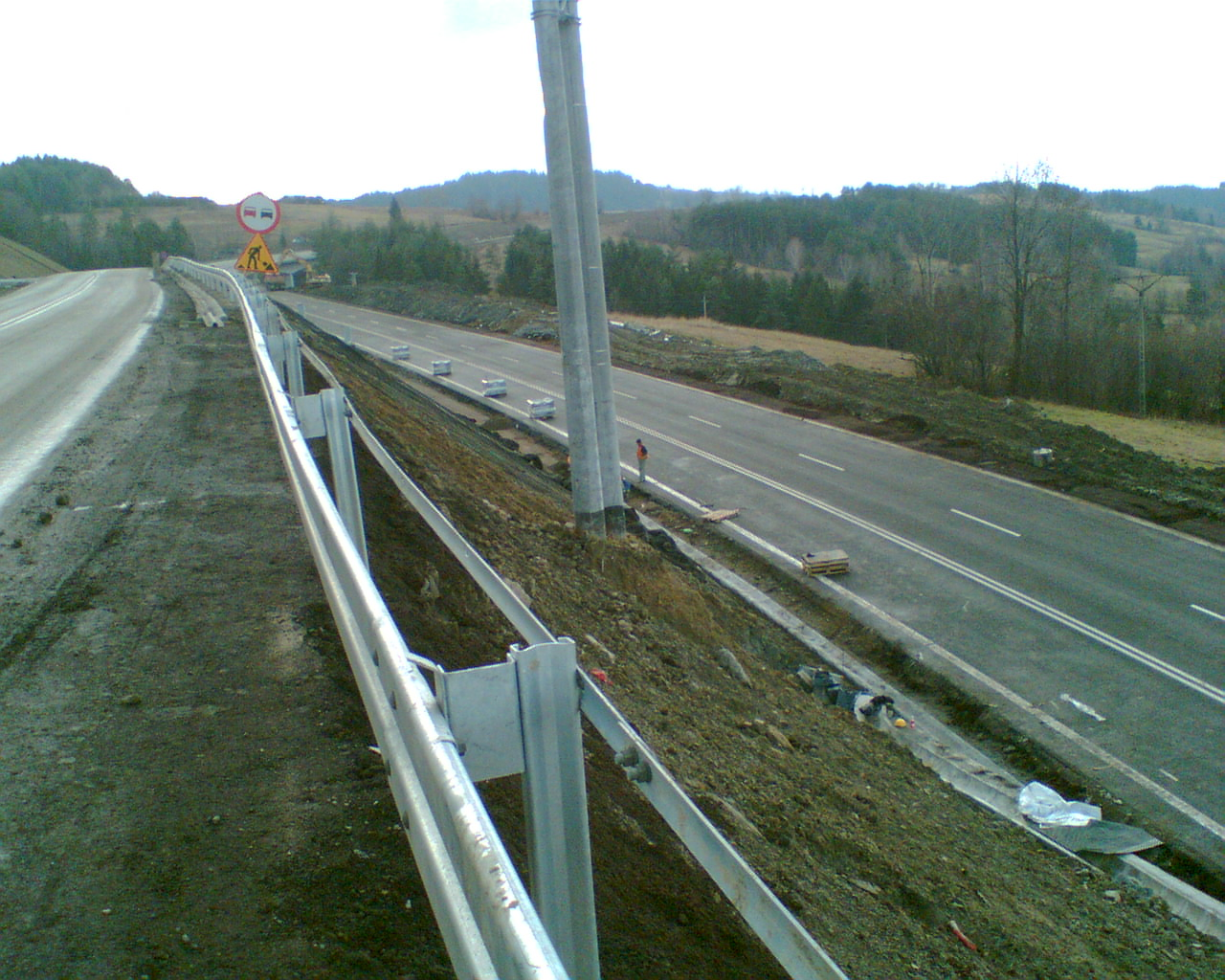
Bau der S1 im 2+1-System bei Szare.

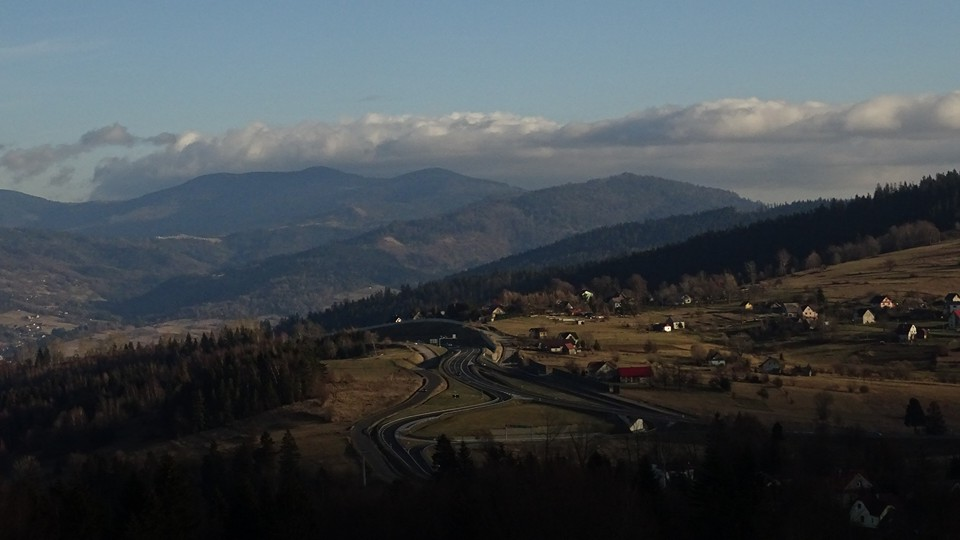
Blick auf den Knoten Laliki I.

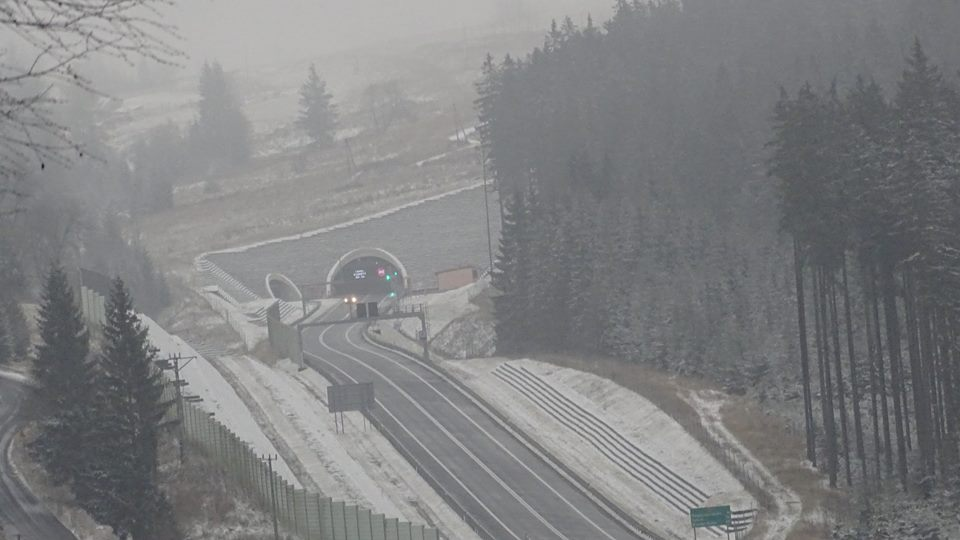
Blick auf das Südportal des Tunnels Emilia in Laliki.

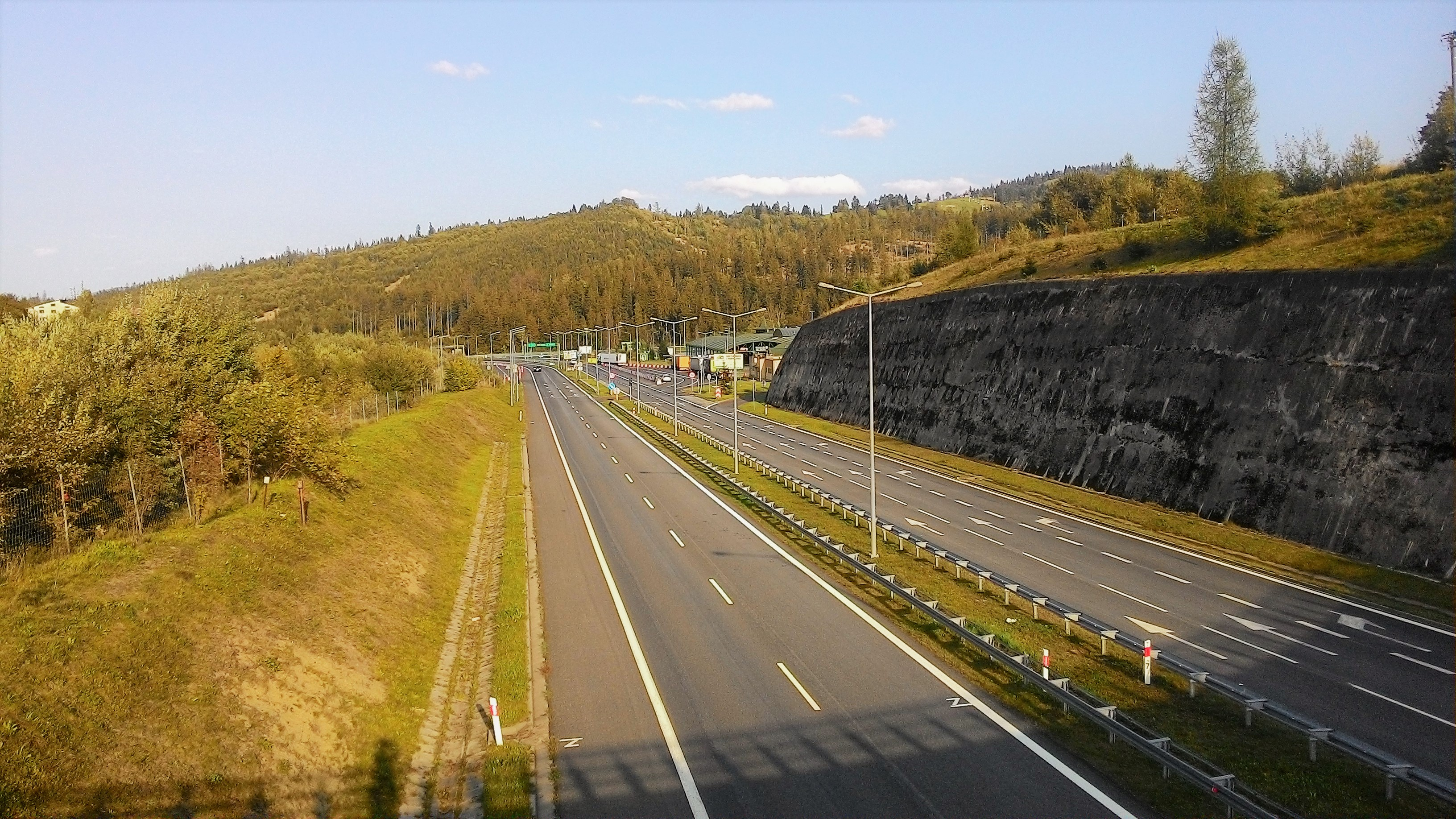
Das Ende der S1 in Zwardoń.

Dieser 26,7 km lange Abschnitt verbindet Żywiec mit Zwardoń und stellt eine wichtige Verbindung zum slowakischen Autobahnnetz her. In mehreren Teilstücken erfolgte im Zeitraum von 2002 bis 2010 der Neubau bzw. die Modernisierung der damaligen Landesstraße 69 zur Schnellstraße S69 (bis 2016). Seit 2016 ist der komplette Abschnitt ein Teil der S1. Der Neubau des Teilstücks Przybędza – Milówka (Umgehung von Węgierska Górka) wurde aufgrund des Verlaufs am Ostrand der Schlesischen Beskiden und des Barania-Kamms und der hohen Baukosten verschoben und wurde als eigenständiges Projekt realisiert. Stattdessen wurde die damalige Landesstraße 69 und heutige Landesstraße 1, die durch Węgierska Górka, Cisiec und Milówka verläuft, als Teil dieses Projekts modernisiert. Das Projekt wurde hauptsächlich über ein Darlehen von der Europäischen Investitionsbank finanziert.
- Knoten Żywiec Soła – Knoten Żywiec Browar (2,5 km) 
Im Rahmen dieses Teilstückes wurde eine 2,8 km lange Strecke im Verlauf der Schnellstraße und am nördlichen Endpunkt ein 1,8 km langer Zubringer zur ehemaligen Landesstraße 69 und zur Brücke über die Soła in Żywiec gebaut. Der Knoten Żywiec Soła wurde später im Rahmen des Projekts Bielsko-Biała – Żywiec gebaut. Dazu wurde wieder eine 300 m lange Strecke ausgebaut. Heute ist der Zubringer ein Teil der Woiwodschaftsstraße 946. Insgesamt umfasste die 4,6 km lange Strecke fünf Brücken. Die Planungen begannen bereits in den 1990er Jahren. Bis 2004 wurde die Umweltverträglichkeitsprüfung durchgeführt und im Januar 2005 Baurecht erlangt. Am 6. Juni 2005 wurde der Bauvertrag zwischen der GDDKiA und dem deutsch-polnischen Konsortium aus den Unternehmen Hermann Kirchner Polska Sp. z o.o., Hermann Kirchner Bauunternehmung GmbH und Mosty Łódź S.A. unterzeichnet. Die Baukosten beliefen sich auf 74 Mio. Złoty (ca. 19 Mio. Euro). Die Fertigstellung war nach 17 Monaten geplant. Im Juli 2005 erfolgte der Baubeginn, im November 2006 die Fertigstellung. Der Unterabschnitt wurde am 8. Januar 2007 eröffnet.[40][41][39]

- Knoten Żywiec Browar – Knoten Przybędza (4,4 km) 
Neben diesen 4,4 langen Teilstück im Verlauf der Schnellstraße wurden die Knoten Żywiec Browar und Przybędza sowie neuen Brücken und eine 40 m breite Grünbrücke gebaut. Die Planungen begannen bereits in den 1990er Jahren. Bis 2004 wurde die Umweltverträglichkeitsprüfung durchgeführt und im Februar 2005 die Baugenehmigung erteilt. Am 30. Juni 2005 wurde der Bauvertrag zwischen der GDDKiA und dem portugiesischen Konsortium aus den Unternehmen MSF und TGA unterzeichnet. Die Baukosten beliefen sich auf 81 Mio. Złoty (ca. 20 Mio. Euro). Die Fertigstellung war nach 17 Monaten geplant. Im Juli 2005 erfolgte der Baubeginn, im November 2006 die Fertigstellung. Der Unterabschnitt wurde am 8. Januar 2007 eröffnet.[40][41][39]

- Knoten Przybędza – Knoten Milówka (Modernisierung; ca. 9 km)
Auf der Strecke zwischen den Knoten Przybędza und Milówka wurde die durch Węgierska Górka, Cisiec und Milówka verlaufende Landesstraße modernisiert. Der Neubau einer Schnellstraße wurde verschoben. Die Planung für die Modernisierung entstand im Jahr 2006. Der Vertrag mit den Unternehmen Eurovia Polska S.A. und Eurovia Verkehrsbau Union GmbH wurde am 7. Juli 2008 unterzeichnet. Die Fertigstellung erfolgte am 20. Januar 2010. Die Kosten betrugen 33 Mio. Złoty (ca. 8 Mio. Euro).[42][39]

- Knoten Milówka – Szare (2,2 km) 
Für dieses Teilstück wurde der Streckenverlauf Ende Oktober 1998 festgelegt, die Umweltverträglichkeitsprüfung im Jahr 2000 durchgeführt und im Mai 2001 die Baugenehmigung erteilt. Der Bauvertrag wurde am 6. Juni 2004 zwischen der GDDKiA und Skanska S.A. unterschrieben. Die Kosten betrugen rund 107 Mio. Złoty (ca. 28 Mio. Euro). Die Fertigstellung war nach 28 Monaten geplant. Die Bauarbeiten wurden bis Ende 2006 beendet, die Verkehrsübergabe fand am 8. Januar 2007 statt. In Milówka wurde über dem Tal des Flusses Kameszniczanka eine neue, über 680 m lange Talbrücke gebaut, die mit einer Fahrbahn und einem Fahrstreifen pro Richtung ausgeführt wurde. Das restliche Teilstück wurde bei Szare im 2+1-System neu gebaut. Neben der Talbrücke wurde zudem eine 260 m lange Brücke über einen aktiven Erdrutsch und eine Brücke mit zwei Spannweiten über einen 18 m tiefen Graben, durch den die Schnellstraße führt, gebaut. Außerdem wurde ein 600 m langer Zubringer zum Knoten Milówka errichtet und 2,3 km an Kreisstraße modernisiert.[40][41][39]

- Szare – Knoten Laliki II (4,7 km) 
Im Rahmen dieses Teilstückes wurde neben einer 4 km langen Strecke der Knoten Laliki I sowie ein 678 m langer Tunnel errichtet. Die 2 km lange Strecke zwischen Szare und dem Knoten Laliki I ist mit einer Fahrbahn im 2+1-System ausgeführt, während der Tunnel selbst und die Zufahrtsstraßen vom Knoten Laliki I und zum Knoten Laliki II einbahnig mit einem Fahrstreifen pro Richtung ausgestattet sind. Parallel zum Straßentunnel verläuft ein Fluchttunnel, mit dem der Straßentunnel über vier Notausgänge verbunden ist. Die Planungen begannen bereits in den 1990er Jahren. Der Umweltverträglichkeitsbeschluss wurde im August 2006 und die Baugenehmigung im folgenden Dezember erteilt. Der Bauvertrag mit dem tschechisch-slowakischen Konsortium bestehend aus Bogl a Krysl k.s. sowie Doprastav a.s. wurde am 26. November 2007 unterzeichnet. Die Bauzeit betrug 24 Monate. Der Tunnel wurde anhand der Neuen Österreichischen Tunnelbaumethode gebaut. Die Fertigstellung der Bauarbeiten erfolgte bis Ende November 2009. Anschließend wurde der Tunnel mit Sicherheitssystem ausgestattet. Die Eröffnung des Abschnittes samt dem Tunnel erfolgte am 5. März 2010. Die Baukosten betrugen 392 Mio. Złoty (ca. 101 Mio. Euro).[39][41][43] Der Tunnel wurde nach Emilia Wojtyła, der Mutter von Johannes Paul II., benannt.[44]

- Knoten Laliki II (1,3 km) 
Die Planungen und der Bau dieses kurzen Teilstückes und des Knotens Laliki II begannen bereits in den 1990er Jahren. Der Bau dauerte 22 Monate und erfolgte in den Jahren 1999 und 2000. Das Teilstück wurde als einziges über das PHARE-Programm realisiert. Die Baukosten betrugen 21 Mio. Złoty (ca. 5 Mio. Euro). Neben der 1,3 km langen Strecke wurde der Knoten bestehend aus vier Rampen, einem 780 m langen Stück an Kreisstraße, sowie einem Kreisverkehr und einer 95 m langen Brücke im Verlauf der Schnellstraße gebaut.[45]

- Knoten Laliki II – Zwardoń (1,8 km) 
Dieses Teilstück führt vom Knoten Laliki II bis zur Kreuzung bei Zwardoń, wo die Schnellstraße endet und an den Grenzübergang anschließt. Die Planungen begannen bereits in den 1990er Jahren. Bis 2004 wurde die Umweltverträglichkeitsprüfung durchgeführt und im Dezember 2006 die Baugenehmigung erteilt. Am 12. Juni 2007 wurde der Bauvertrag zwischen der GDDKiA und dem deutsch-polnischen Konsortium aus den Unternehmen Hermann Kirchner Polska Sp. z o.o., Hermann Kirchner Bauunternehmung GmbH und Mosty Łódź S.A. unterzeichnet. Die Baukosten beliefen sich auf 54 Mio. Złoty (ca. 15 Mio. Euro). Die Fertigstellung war nach 18 Monaten geplant. Im Juli 2007 erfolgte der Baubeginn, im Dezember 2008 die Fertigstellung. Der Unterabschnitt wurde am 11. Dezember 2008 eröffnet. Neben der 1,78 km langen Strecke erfolgte der Bau von Ingenieurbauwerken, einschließlich einer Fußgängerunterführung, Brücken über den Roztoka-Bach und den Czerna-Bach, einer 200 m langen Brücke über Wildwechsel sowie Stützmauern.[39][46]

- Zwardoń – polnisch-slowakische Grenze (1,4 km) 
Bis 1995 wurde ein kleiner provisorischer Grenzübergang gebaut und im April 1995 eröffnet, der nur von Fahrzeugen bis 7,5 Tonnen benutzt werden durfte. Im gleichen Jahr begannen die Planungen zum Bau eines neuen Grenzüberganges. Dazu wurde ein internationales Abkommen mit der Slowakei unterzeichnet, das vorsah, dass der Grenzübergang bei Zwardoń in den kommenden Jahren eine wichtige Rolle an der polnisch-slowakischen Grenze übernehmen und vom Güter- als auch vom Personenverkehr genutzt werden soll. Beide Seiten vereinbarten den Bau von Schnellstraßen, die zum Grenzübergang führen sollen. Es sollte die größte Abfertigungsstelle an der polnischen Südgrenze entstehen.[47] Die Umweltverträglichkeitsprüfung wurde bis Juli 1999 durchgeführt, der Bau wurde im November 2000 genehmigt. Im Herbst 2001 begann der Bau der Abfertigungsstelle. Die Baukosten wurden auf 150 Mio. Złoty geschätzt. Nachdem der Beitritt Polens und der Slowakei zur Europäischen Union feststand und es klar wurde, dass es sich um die EU-Binnengrenze handeln und eine solch große Abfertigungsstelle nicht benötigt werden würde, wurde der Bau gestoppt und die Planungen an eine kleinere Abfertigungsstelle angepasst, die insgesamt 78 Mio. Złoty kostete. In der Zwischenzeit wurde im Bereich der Grenze die Straße von der GDDKiA gebaut. Im November 2002 wurde der Bauvertrag mit Strabag unterzeichnet. Die Baukosten betrugen 51 Mio. Złoty (ca. 13 Mio. Euro). Die Fertigstellung erfolgte im Dezember 2004. Am 17. Januar 2006 wurde der Grenzübergang nach Fertigstellung des Abschnittes der slowakischen Autobahn D3 eröffnet.[48] Nach dem Beitritt Polens und der Slowakei zum Schengener Abkommen fielen die Grenzkontrollen am Abfertigungsterminal weg. Erst mit der Eröffnung des D3-Abschnittes zwischen Svrčinovec und Skalité am 10. Juni 2017 wurde die Beschränkung auf Fahrzeuge bis 7,5 Tonnen aufgehoben.

## Im Bau befindliche Abschnitte
| Abschnitt                                                        | Länge    | Vertragsunterzeichnung | Bauzeit   | geplante Fertigstellung                             | Baukosten                       |
| ---------------------------------------------------------------- | -------- | ---------------------- | --------- | --------------------------------------------------- | ------------------------------- |
| Knoten Mysłowice Kosztowy − Knoten Bieruń                        | 010,0 km | 4. Juli 2022           | 2025–2026 | Ende 2026                                           | 490 Mio. Złoty (103 Mio. Euro)  |
| Knoten Bieruń − Knoten Oświęcim                                  | 002,9 km | 30. November 2021      | 2021–2026 | eine Fahrbahn: Ende 2025 zweite Fahrbahn: Ende 2026 | 212 Mio. Złoty (45 Mio. Euro)   |
| Knoten Oświęcim – Dankowice                                      | 015,2 km | 14. Mai 2020           | 2020–2025 | III. Quartal 2025                                   | 990 Mio. Złoty (248 Mio. Euro)  |
| Dankowice – Knoten Bielsko-Biała Hałcnów                         | 012,0 km | 3. August 2020         | 2020–2025 | Ende 2025                                           | 587 Mio. Złoty (147 Mio. Euro)  |
| Knoten Przybędza – Knoten Milówka (Umgehung von Węgierska Górka) | 008,5 km | 10. Oktober 2019       | 2020–2025 | Juli 2025                                           | 1,38 Mrd. Złoty (345 Mio. Euro) |
| Summe                                                            | 048,6 km |                        |           |                                                     | 3,66 Mrd. Złoty (888 Mio. Euro) |

### Mysłowice Kosztowy – Bielsko-Biała Hałcnów
Dieser ca. 40 km lange Abschnitt wird in Zukunft Mysłowice mit Bielsko-Biała verbinden und eine Lücke im Schnellstraßennetz schließen. Neben der Schnellstraße sollen zudem die Umgehungen von Oświęcim und Bieruń neu gebaut werden. Die Schnellstraße soll mit einem Querschnitt von zwei Fahrbahnen mit je zwei Fahrstreifen, einer Reserve für den dritten Fahrstreifen im Mittelstreifen und Standstreifen ausgebaut sein. Zudem ist der Bau von 8 neuen Knoten geplant: Mysłowice Kosztowy, Lędziny, Bieruń, Oświęcim, Wola, Brzeszcze, Stara Wieś und Bielsko-Biała Krzemionki. Zusätzlich ist der Bau von zwei Raststätten pro Richtung geplant.
Planungsgeschichte
Bereits im Jahr 2006 wurden konkrete Planungen mit der Untersuchung möglicher Trassenvarianten in einer Machbarkeitsstudie (poln.: Studium Techniczno-Ekonomiczno-Środowiskowe, kurz STEŚ, dt. etwa Technisch-ökonomisch-ökologische Studie) aufgenommen. Im Mai 2008 wurden fünf verschiedene Trassenvarianten vorgestellt. Die Varianten I und II lagen in dem schon für die Straße reservierten Korridor, kollidierten jedoch mit dem neuen Natura-2000-Gebiet Stawy w Brzeszczach. In den Varianten III, IV und V wurde versucht, das Natura-2000-Gebiet von der östlichen bzw. westlichen Seite zu umgehen. Die Varianten III und V wurden jedoch von den betroffenen Gemeinden abgelehnt, alle Gemeinden einigten sich im November 2009 auf die Variante IV. Gegen diese Trassenvariante IV und gegen die Varianten I-III legte nun die UNESCO Protest ein, die Straße würde zu Verletzungen der Ruhezonen rund um das ehemalige Konzentrationslager Auschwitz-Birkenau führen, und drohte, das Gebiet auf die Liste der Weltkulturerbe in Gefahr zu setzen. Aus Umweltgründen wurde letztlich die Variante IV seitens der GDDKiA verworfen.
Schließlich wurden 2012 vier komplett neue Varianten in einer neuen Machbarkeitsstudie von der GDDKiA vorgestellt. Alle Variante riefen erhebliche Proteste in der Bevölkerung der Gemeinden, im Kohlenbergwerk Brzeszcze, seitens des Bergbauunternehmens „Silesia“ sowie der UNESCO und des Nationalen Denkmalinstituts hervor. In der Nähe aller Varianten befinden sich drei Natura-2000-Gebiete; drei der vier Varianten sowie die Umgehung von Oświęcim verlaufen nahe dem Weltkulturerbe der UNESCO sowie alle Varianten durch Bergbaugebiete. Die Variante A mit einer Länge von ca. 39,6 km war eine Mischung aus den Varianten I, II, V, I und wurde vom Bergbauunternehmen „Silesia“ abgelehnt. Die Variante B (40,4 km) setzte sich aus den ehemaligen Varianten I, II, V, VI, IV, I zusammen und konnte übereinstimmend mit dem Naturschutzgesetz und der Habitat-Richtlinie aufgrund potenzieller negativer Auswirkungen auf die Vogelarten im Natura-2000-Schutzgebiet Stawy w Brzeszczach nicht realisiert werden. Die Variante C (Länge 41,0 km) setzte sich aus den damaligen Varianten I, II, V, VI, VIb, IV, I und eines neuen, 6 km langen Verlaufs zusammen. Hier wurden Proteste seitens des Kohlenbergwerks Brzeszcze laut. Die Variante D (Länge 39,4 km; Zusammensetzung aus den Varianten I, II, V, VI, III, I, Ia, I) wurde im Vergleich zu den Varianten A und C in den Hintergrund gestellt. Im März 2013 reichte das Unternehmen „Silesia“ einen Kompromissvorschlag als Variante E (Länge: 39,7 km) aus den Varianten A, C und D bei der GDDKiA ein. Bei einer Sitzung erhielt dieser Vorschlag die Akzeptanz aller Seiten. Zudem wurde dieser Vorschlag von den Gemeinden Miedźna, Bestwina und Brzeszcze unterstützt. Am 5. Februar 2014 wurde in einem Vertrag zwischen der GDDKiA und dem Unternehmen „Silesia“ festgelegt, dass das Unternehmen diese Variante E untersucht und die bisherigen Unterlagen der GDDKiA zur Umweltverträglichkeitsprüfung mit dieser Variante ergänzt. Die Kosten hierfür trug das Unternehmen. Anfang 2015 wurden die Untersuchungen abgeschlossen, im Mai 2015 wurde diese Variante E als die beste Variante im Blick auf die Interessen der Bevölkerung, der Gemeinden und der Bergbauunternehmen von der GDDKiA befürwortet und die Unterlagen wurden zur Umweltverträglichkeitsprüfung eingereicht. Diese Variante wurde seitens der Regionaldirektion für Umweltschutz in Katowice durch Erteilung des Umweltverträglichkeitsbeschlusses im Juni 2016 bestätigt. Jedoch wurde dieser Beschluss beklagt. Die Klagen wurden an die zweite Instanz, die Generaldirektion für Umweltschutz in Warschau, überwiesen. Zusätzlich ergab sich eine weitere Komplikation: Am 27. Juli 2017 erließ der Regionaldirektor der Wasserwirtschaft auf Antrag des Wasserversorgungsunternehmens in Wilamowice eine Verordnung, die die Einrichtung einer indirekten Schutzzone in Dankowice (Wilamowice) für Tiefbrunnen, die zur unterirdischen Wasserversorgung dienen, vorsieht. Diese Schutzzone liegt jedoch im geplanten und festgelegten Verlauf der S1; die gesetzlichen Vorgaben erlauben den Bau einer Schnellstraße durch solch eine Schutzzone generell nicht. Im November 2018, nach Konsultationen zwischen der GDDKiA, dem örtlichen Rat, der den Bau einer 3,5 km lange Versorgungsleitung als Ausgleich für die Änderung der Schutzzonen und den Wegfall von Tiefbrunnen forderte, und dem Wasserversorgungsunternehmen, wurde vom letztgenannten ein Antrag auf Änderung der Verordnung vom 27. Juli 2017 bei der Verwaltung der Woiwodschaft Schlesien gestellt. Nach Prüfung aller Unterlagen und der Klagen bestätigte die Generaldirektion für Umweltschutz in einem Beschluss vom 22. April 2020 den Umweltverträglichkeitsbeschluss samt Änderungen und beendete die Verfahren vor der ersten Instanz. Gegen diesen Beschluss wurde vor dem Verwaltungsgericht der Woiwodschaft Masowien in Warschau Klage erhoben.
Bauphase
Trotz des nicht rechtskräftigen Umweltverträglichkeitsbeschlusses wurde der Abschnitt in drei Unterabschnitte unterteilt und jeweils die Ausführungsplanung und der Bau ausgeschrieben.
- Knoten Mysłowice Kosztowy – Knoten Oświęcim (12,9 km)
Dieser Unterabschnitt zweigt nach dem Knoten Imielin (Halbanschlussstelle) am neu geplanten Knoten Mysłowice Kosztowy (Dreieck) von der bestehenden Strecke ab und führt östlich von Bieruń zum Knoten Oświęcim (Dreieck), wo ein Anschluss an die geplante Umgehung von Oświęcim als Teil der Landesstraße 44 vorgesehen ist. Er umfasst insgesamt drei Knoten (Mysłowice Kosztowy, Lędziny, Bieruń). Die Ausschreibung startete am 11. Oktober 2019. Am 14. Februar 2020 wurden die eingereichten Angebote veröffentlicht. Das niedrigste Angebot wurde von China State Construction Engineering mit einem Preis in Höhe von 752 Mio. Złoty (ca. 177 Mio. Euro) eingereicht, während das höchste Angebot von Strabag einen Preis in Höhe von 886 Mio. Złoty (ca. 208 Mio. Euro) betrug. Seitens der GDDKiA waren Kosten in Höhe von 767 Mio. Złoty (ca. 180 Mio. Euro) geplant.[59]
- Knoten Oświęcim – Dankowice (15,2 km)
Dieser Unterabschnitt führt vom Knoten Oświęcim über Wola und Brzeszcze bis Dankowice. Er umfasst eine 15,2 km lange Strecke mit insgesamt drei Knoten (Oświęcim, Wola, Brzeszcze). Die Ausschreibung startete am 11. Oktober 2019. Am 21. Februar 2020 fand die Einreichung und Veröffentlichung der Angebote statt. Das niedrigste Angebot wurde von einem Konsortium aus Porr und Mota-Engil mit Kosten in Höhe von 990 Mio. Złoty (ca. 233 Mio. Euro), das höchste Angebot von Mostostal Warszawa (1,15 Mrd. Złoty/ca. 271 Mio. Euro) eingereicht. Die GDDKiA beabsichtigte Kosten in Höhe von 1,03 Mrd. Złoty (ca. 242 Mio. Euro).[60] Ende März 2020 wurde das niedrigste Angebot als das beste Angebot bewertet.[61] Am 14. Mai 2020 wurde der Vertrag zum Bau dieses Unterabschnittes mit dem Konsortium aus Porr und Mota-Engil unterzeichnet. Die Planungs- und Bauzeit beträgt 33 Monate, die Fertigstellung war für August 2023 vorgesehen[62], wird jedoch voraussichtlich erst im zweiten Quartal 2025 erfolgen.[63]
- Dankowice – Knoten Bielsko-Biała Hałcnów (12,0 km)
Dieser Unterabschnitt führt von Dankowice über Stara Wieś, Janowice und den Stadtteil Hałcnów von Bielsko-Biała bis zum Knoten Bielsko-Biała Hałcnów, der nordöstlich von der Stadt liegen und dort die Schnellstraße S52 gekreuzt werden soll. Neben diesem Knoten (Kreuz) und der 12,0 km langen Strecke ist der Bau eines Knotens Bestwina bei Stara Wieś sowie der Raststätten (poln. sing.: Miejsce Obsługi Podróżnych, kurz MOP) Dankowice Zachód (Kategorie 2) und Dankowice Wschód (Kategorie 3) vorgesehen. Die Ausschreibung startete am 14. Oktober 2019. Am 13. März 2020 wurden die eingereichten Angebote veröffentlicht. Das niedrigste Angebot reichte das polnische Konsortium aus Mirbud S.A. und Kobylarnia S.A. mit Kosten in Höhe von 587 Mio. Złoty (ca. 138 Mio. Euro) ein, während das höchste Angebot von Mostostal Warszawa (744 Mio. Złoty/ca. 175 Mio. Euro) stammte. Die GDDKiA beabsichtigte Kosten in Höhe von 734 Mio. Złoty (ca. 173 Mio. Euro).[64] Das niedrigste Angebot wurde am 19. Juni als das Beste ausgewählt.[65] Anfang August wurde der Vertrag mit dem Konsortium aus Mirbud und Kobylarnia unterzeichnet. Die Planungs- und Bauzeit beträgt 33 Monate, die Fertigstellung war ursprünglich für November 2023 vorgesehen.[66]

### Umgehung von Węgierska Górka (Przybędza – Milówka)
Die 8,5 km lange Umgehung von Węgierska Górka wird die vorhandene Lücke zwischen Żywiec und der slowakischen Autobahn D3 schließen. Die Realisierung wurde aufgrund der hohen Kosten, die u. a. durch den Bau zweier Tunnel hervorgerufen werden, seit 2010 immer wieder verzögert. Die beiden Tunnel und die kurze Strecke dazwischen wird mit zwei Fahrbahnen und je zwei Fahrstreifen pro Richtung ausgeführt, die Zufahrtsstrecken von den Knoten Przybędza und Milówka aus jedoch mit einer Fahrbahn und je einem Fahrstreifen pro Richtung.
Planungsgeschichte
Am 5. November 2008 wurden von der GDDKiA fünf mögliche Varianten mit einer bevorzugten Variante zur Umweltverträglichkeitsprüfung eingereicht. Der Umweltverträglichkeitsbeschluss wurde am 5. Oktober 2009 von der Regionaldirektion für Umweltschutz in Katowice mit der Bestätigung der bevorzugten Variante herausgegeben. Die Variante basierte auf einer zu Beginn der 2000er Jahre angefertigten Planung und umfasste den Bau zweier Tunnel mit den Längen von ca. 821 m und 980 m sowie den Bau von neun Brückenbauwerken mit einer Gesamtlänge von ca. 1600 m. Gemäß dem Beschluss war zunächst ein einbahniger Neubau im 2+1-System und der Zubau einer zweiten Fahrbahn in einer zukünftigen Etappe vorgesehen. In den beiden Tunnel war ebenfalls nur eine Fahrbahn geplant, die im 2+1-System ausgeführt werden sollte. Zur Evakuierung war ein Rettungstunnel geplant. Aus Sicherheitsgründen wurde das 2+1-System in den Tunneln verworfen. Nun wurde der sofortige Bau beider Tunnel mit zwei Röhren geplant. Die jeweils andere Röhre soll als Rettungstunnel zur Verfügung stehen, so wie es geänderte Richtlinien erfordern. Die dazwischenliegenden Strecke soll ebenfalls mit zwei Fahrbahnen ausgeführt werden. Dementsprechend wurde 2011 die Planung neu angefertigt und von 2015 bis 2017 aktualisiert, um Baurecht zu erlangen. Ende 2017 genehmigte die Verwaltung der Woiwodschaft Schlesiens den Bau. Bereits ein Jahr zuvor verkündete das Verkehrsministerium die gesicherte Finanzierung.
Bauphase
Die Ausschreibung zum Bau der Umgehung startete im Januar 2018. Im Juni 2018 wurde das günstigste Angebot von der italienischen Baufirma Toto Costruzioni Generali mit Baukosten in Höhe 1,182 Milliarden Złoty eingereicht und lag als einzige von allen Bietern unter den von der GDDKiA bereitgestellten Finanzmitteln von 1,314 Milliarden Złoty. Dieses Angebot wählte die GDDKiA im Oktober 2018 als bestes Angebot aus, was vom polnisch-ukrainischen Konsortium unter Führung von Mirbud beklagt wurde, das einen Preis von 1,379 Milliarden Złoty geboten hatte. Die Nationale Beschwerdekammer akzeptierte die Klage und wies das Angebot der italienischen Baufirma als fehlerhaft und mit einem ungewöhnlich niedrigen Preis zurück. Nach Prüfung aller Angebote zwischen Dezember 2018 und Mai 2019 wurde von der GDDKiA letztlich das Angebot des polnisch-ukrainischen Konsortiums als das Beste ausgewählt. Diese Entscheidung wurde wiederum von einem Mitbieter beklagt, wobei die Klage zunächst von der Nationalen Beschwerdekammer erfolgreich angenommen, aber schließlich in zweiter Instanz vom Bezirksgericht in Katowice abgewiesen wurde. Da das Konsortium am Angebot festhielt, konnte am 10. Oktober 2019 der Bauvertrag zwischen der GDDKiA und dem polnisch-ukrainischen Konsortium unterzeichnet werden. Die Bauzeit beträgt 34 Monate (abzüglich der Winterzeit vom Dezember bis März), sodass die Fertigstellung bis August 2023 zu erfolgen hat. Die Baukosten belaufen sich auf 1,379 Milliarden Złoty (entspricht 345 Millionen Euro). Ende Juni 2020 fand der Baubeginn in Form des ersten symbolischen Spatenstichs statt. Die Fertigstellung hat sich zwischenzeitlich auf Mitte 2025 verschoben.